# Furnarius cristatus
Furnarius cristatus е вид птица от семейство Furnariidae.

## Разпространение
Видът е разпространен в Аржентина, Боливия и Парагвай.